# Bruno Herbert Jahn
Bruno Herbert Jahn (* 22. Januar 1893 in Köln; † nach 1943) war ein deutscher Autor. Sein bekanntestes Werk ist Die Weisheit des Soldaten von 1937.

## Leben
Bruno Jahn trat im Ersten Weltkrieg zunächst als Kriegsfreiwilliger in das in Köln beheimatete preußische Pionier-Bataillon Nr. 7 (1. Westfälisches) ein und stieg im Frontdienst zum Pionier-Reserveoffizier auf. Nach dem Krieg studierte er an der Universität Heidelberg und promovierte 1920 mit einem Beitrag zur Frage der landwirtschaftlichen Kriegsgewinne in Nationalökonomie.
Nach der Machtübernahme der Nationalsozialisten unterschrieb Bruno Herbert Jahn im Oktober 1933 gemeinsam mit weiteren 87 Schriftstellern das Gelöbnis treuester Gefolgschaft für Adolf Hitler. 1934 publizierte er mit Sinn und Sittlichkeit des Nationalsozialismus den „Versuch einer vernunftgemäßen Begründung“ (so der Untertitel des Buchs) der NS-Ideologie. Jahn begriff die Niederlage des Ersten Weltkriegs im Sinne eines von Nietzsche abgeleiteten sozialdarwinistischen Evolutionsgedankens als Chance, um die „völkischen Triebe“ der Deutschen neu zu entwickeln. Zwar habe der Erste Weltkrieg zur Bildung eines von Jahn „Herdungsgedanke“ genannten völkischen Bewusstseins beigetragen, dieses habe sich jedoch über das „Feldsoldatentum“ hinaus zunächst nicht durchsetzen können und sei wegen fehlender Führerschaft untergegangen. Erst mit der vollendeten „Herdung“ des deutschen Volkes im Nationalsozialismus, der nach Jahn so genannten „Führerherdung“ unter Adolf Hitler, sei der im Weltkrieg entstandene Frontgeist in die Volksgemeinschaft zurückgekehrt.
Bruno H. Jahns bekanntestes Werk ist Die Weisheit des Soldaten, das 1937 mit einem Vorwort von Oberbefehlshaber des Heeres Werner von Fritsch erschien. Hierin forderte er, dass die Jugend eine allgemeine und formale Schulbildung erhalte, die sie zu folgerichtigem Denken, klaren Begriffen und selbständig systematischem Arbeiten anleite. Das Buch wurde in der Allgemeinen Schweizerischen Militärzeitung (1938, Heft 6) von ihrem Chefredakteur Eugen Bircher als „geistvoll“ positiv besprochen und erschien bis zum Kriegsende in einer Auflage von 372.000 Exemplaren. 
Jahns weiteres Schicksal ist unbekannt. Nach Angaben der Wehrmachtsauskunftstelle Berlin (WASt) liegt weder eine Todes- noch eine Vermisstenmeldung vor. Angeblich soll er in einem sowjetischen Gefangenenlager in Sambor in Galizien gestorben sein.
Mehrere seiner im Nationalsozialismus veröffentlichten Bücher wurden nach Kriegsende in der Sowjetischen Besatzungszone explizit auf die Liste der auszusondernden Literatur gesetzt. Jahn zählte zu den Autoren, „deren gesamte Produktion endgültig zu entfernen ist“.

## Schriften
- Die Bewegung der Grundverschuldung in der Bürgermeisterei Hubbelrath (Landkreis Düsseldorf) 1910–1919, ein Beitrag zur Frage der landwirtschaftlichen Kriegsgewinne, Dissertation, Univ. Heidelberg, 1920
- Reklame durch die Schaufenster. Ein Leitfaden für den Ladenkaufmann, 1926
- Sinn und Sittlichkeit des Nationalismus. Versuch einer vernunftgemäßen Begründung, Cotta Verlag, Stuttgart 1934.
- Die Weisheit des Soldaten. Versuch einer Deutung und Einordnung, 1937
- Pionier Bombek, 1939
- Das kleine Pionierbuch, mit Illustrationen von Herbert Bartholomäus, 1944